# Neoleptoneta
Genre
Neoleptoneta est un genre d'araignées aranéomorphes de la famille des Leptonetidae.

## Distribution
Les espèces de ce genre sont endémiques du Mexique.

## Liste des espèces
Selon World Spider Catalog (version 14.5, 2014) :
- Neoleptoneta bonita (Gertsch, 1974)
- Neoleptoneta brunnea (Gertsch, 1974)
- Neoleptoneta caliginosa Brignoli, 1977
- Neoleptoneta capilla (Gertsch, 1971)
- Neoleptoneta delicata (Gertsch, 1971)
- Neoleptoneta limpida (Gertsch, 1974)
- Neoleptoneta rainesi (Gertsch, 1971)
- Neoleptoneta reclusa (Gertsch, 1971)

## Taxinomie
Les espèces de ce genre des États-Unis ont été placées dans les genres Ozarkia, Tayshaneta et Chisoneta.

## Publication originale
- Brignoli, 1972 : Some cavernicolous spiders from Mexico (Araneae). Quaderno Accademia Nazionale dei Lincei, vol. 171, p. 129-155.